# Armento
Armento es un pequeño municipio ubicado a 710 metros sobre el nivel del mar y de tan sólo 800 habitantes, que integra a la Provincia de Potenza.

## Etimología
Su origen etimológico aun es incierto, se cree que puede derivar de la palabra Armenia, o ser un derivativo quizás de Armamento. De hecho esta ciudad poseía el título de Ciudad Guerrera y en excavaciones arqueológicas se han conseguido una gran cantidad de armas antiguas, por lo que la segunda tesis es la más aceptada.

## Evolución demográfica
| Gráfica de evolución demográfica de Armento entre 1861 y 2001 |
|                                                               |
| Fuente ISTAT - elaboración gráfica de Wikipedia               |